# Eugen Nesper (Ingenieur)

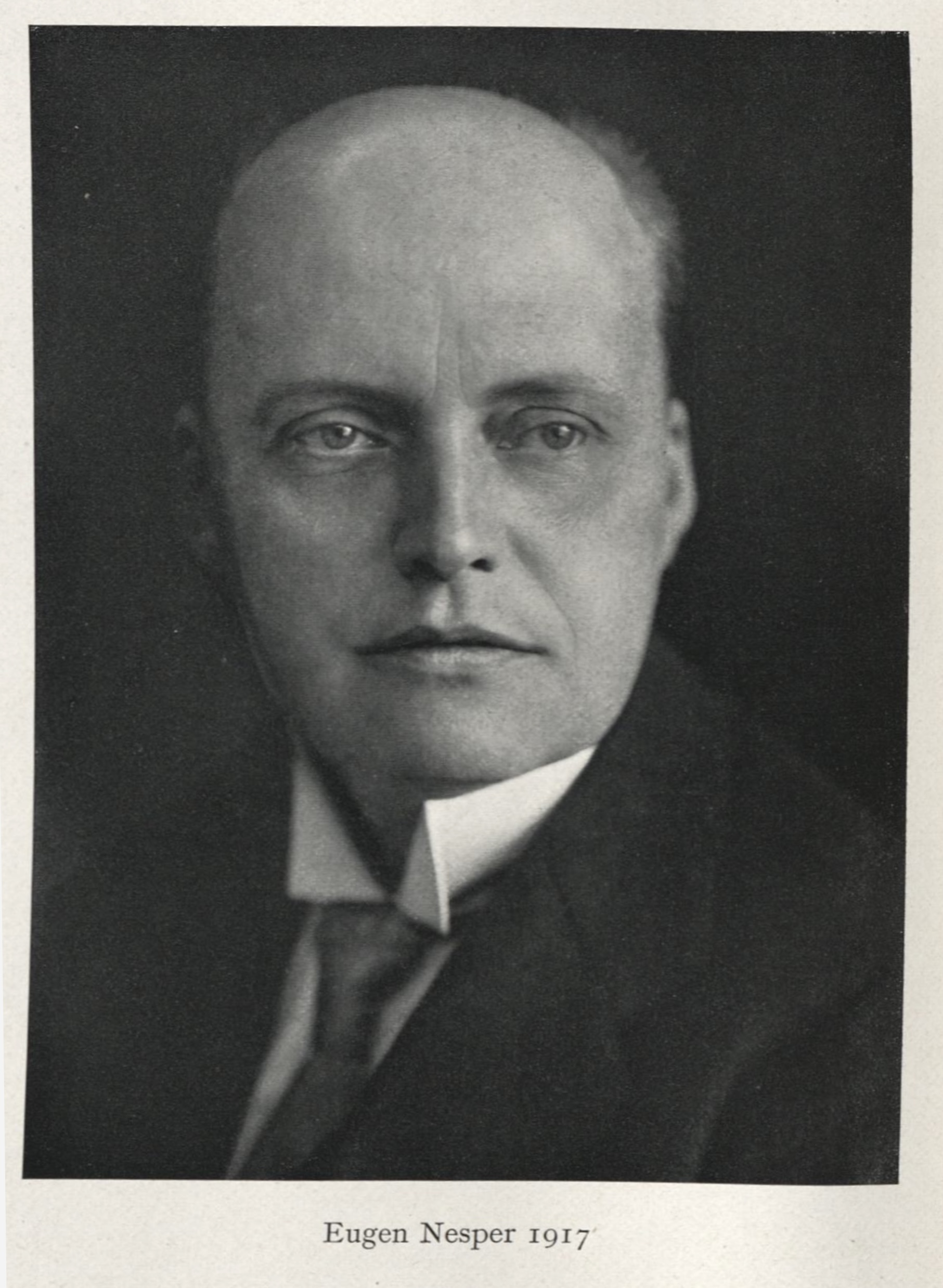

Eugen Heinrich Josef Nesper (* 25. Juli 1879 in Meiningen; † 3. Mai 1961 in Berlin) war ein deutscher Ingenieur, Hochfrequenztechniker und Autor zahlreicher Lehrbücher. Er gilt als ein Pionier der Funktechnik und des Rundfunks.

## Leben

### Bis zur Hochschulreife
Eugen Nesper war der Sohn des Schauspielers Josef Nesper (1844–1925) und seiner Frau Therese (1855–1914). In seinem 1949 fertiggestellten autobiografischen Buch Ein Leben für den Funk bezeichnete er sich als Antimilitarist. Seine erste Begegnung mit Funktechnik hatte Nesper als 10-Jähriger, als er einen Rühmkorff-Induktor zur Erzeugung von elektrischen Funken geschenkt bekommen hatte und ihn in größerem Maßstab nachbaute. Dazu holte er beim damals neuen Kabelwerk von AEG in Oberspree viele Meter dünne Kupferdrähte ab und sprach dabei mit dem Drehstrompionier Michail Dolivo-Dobrowolski.
„Den Höhepunkt für mich aber bildete eine Apparatur zur Demonstration der Hertzschen Schwingungen, bei der durch Niederdrücken einer Taste in einer Funkenstrecke vom Induktor hochgespannte Funken übergingen, die in einem einige Meter entfernten Empfänger eine Klingel zum Ertönen brachten.“
1895 demonstrierte Nikola Tesla bei der Urania in Berlin sein „Licht der Zukunft“. Nesper wurde bei einigen Vorführungen Teslas Assistent. Er besuchte das Falk-Realgymnasium in Berlin, verließ aber die Schule im Jahr 1896 vorzeitig und begann ein Volontariat in der Berliner Filiale der Deutzer Gasmotoren-Fabrik Möller & Bluhm. Dort zahlte er 20 Mark pro Monat, um Feilen, Fräsen, Lackieren und Schmieden zu erlernen. Durch die Arbeiter in der Fabrik wurde er auf den Marxismus aufmerksam. Als Hilfsassistent nahm er 1896/1897 an den frühen Versuchen zur drahtlosen Telegraphie teil, die Adolf Slaby und dessen Assistent Georg Graf von Arco in Potsdam-Babelsberg durchführten. Er gehörte damit zu den Funkpionieren der ersten Stunde.
Eugen Nesper bestand die externe Reifeprüfung im Jahr 1898 und studierte anschließend Elektrotechnik, Maschinenbau und Nationalökonomie an der Technischen Hochschule in Charlottenburg bis zum Diplom im Jahr 1902. Für die Diplomarbeit fertigte er Werkstattzeichnungen das Achsregulators der Porter Allen Dampfmaschine an. Die Prüfungskommission lehnte die Arbeit zunächst ab, weil sie es für ausgeschlossen hielt, dass ein einziger Student innerhalb weniger Wochen diesen Detailreichtum erstellen konnte. In einer Zusatzprüfung hatte Nesper, wie er es später nannte, einen „Blödsinn zu konstruieren und aufzuzeichnen“, um zu beweisen, dass er schnell arbeiten konnte. In der anschließenden mündlichen Prüfung geriet Nesper in einen Konflikt mit dem Prüfer Hermann Wedding. Wedding verlangte von ihm die chemische Formel für die Verhüttung von Manganoxiden im Bergbau. Nesper beschrieb den Oxidationsprozess, weigerte sich aber, „eine Formel herunterzuschnattern“, worauf der „alte Wedding“ wütend wurde. Die Prüfung endete damit, dass die Hochschule ihm die Arbeit über den Achsregulatur für 1000 Mark abkaufte und ihm eine Anstellung beim Konzern MAN anbot, mit einem für damalige Verhältnisse sehr hohen Monatsgehalt von 250 Mark.
Im Jahr 1904 promovierte Nesper mit der Arbeit „Die Strahlung von Spulen“ zum Dr. phil. an der Universität Rostock. Er hörte Vorlesungen unter anderem von Emil Lampe (Mathematik), Adolf Slaby (Funkentelegraphie), Gustav Roessler (Drehstrom), Gisbert Kapp (Gleich- und Wechselstrom), Georg Klingenberg (Automobile), Meyer Hamburger (Vektoranalysis), Heinrich Rubens (Physik) und Otto Warschauer (Nationalökonomie, Kommunismus, Bankgewerbe). Für seine Messergebnisse zur Wärmebilanz der ersten Heißdampflokomotive erhielt er ein Preisgeld von 3000 Mark, das er allerdings als „Ausländer“ zurückgeben musste. An der Berliner Hochschule galten Sachsen als Ausländer. Im Sommersemester 1904 arbeitete er als technischer Assistent am Elektrotechnischen Institut der Technischen Hochschule Danzig und danach als Laboringenieur bei der Telefunken-Gesellschaft für drahtlose Telegraphie mbH.

### Berufstätigkeit
Im Jahr 1906 wechselte er gemeinsam mit weiteren Mitarbeitern der Telefunken zur C. Lorenz AG, die gerade von der Amalgamated Radio Telegraph Company des dänischen Physikers Valdemar Poulsen die Lizenzrechte für den von ihm erfundenen Lichtbogensender erworben hatte. In den folgenden Jahren arbeitete Nesper in leitender Position an dessen Weiterentwicklung und an anderen frühen Funksystemen mit und übernahm die „drahtlose Abteilung“. 1914 begann der Erste Weltkrieg. Im Juni 1917 fuhr Nesper im Zug in sieben Stunden von Berlin nach Wien und notierte, dass er dort  pünktlich ankam. Bis 1921 führte er die Niederlassung der Lorenzwerke in der Laxenburgerstraße in Wien. Die Entwicklungen im dortigen Werk gestalteten sich wegen Personalmangels und der Mehrsprachigkeit der Handwerker schwierig. Die meisten jungen Männer waren zum Krieg eingezogen worden. Nesper wurde nicht nur vom Österreichischen Kriegsministerium unterstützt, sondern es fanden zahlreiche „frontbrauchbare“ militärische Übungen mit Funkstationen auf dem Bisamberg statt. Nesper musste täglich im Kriegsministerium vorsprechen. Im Spätsommer 1917 bezog die Leitung der C. Lorenz-Niederlassung die unteren Etagen eines gerade fertiggestellten Bürogebäudes am Friedrich-Schmidt-Platz. Auf Drängen des deutschen Generals Erich Ludendorff zog Nesper zusammen mit seiner Frau komplett nach Wien. Das Ehepaar wohnte in der Trauttmannsdorfgasse in Hietzing.

Im Frühsommer 1918 erlebte Wien eine dramatische Verschlechterung der wirtschaftlichen Lage. Nesper stieß gegen den Widerstand der Zentrale in Berlin den Bau von Motoren für zivile Kunden, nämlich die Landwirtschaft an. Im November endete der Krieg. Nesper zog Bilanz:
„… ich hatte doch gehofft, daß nach dem entsetzlichen Völkerringen sich wenigstens ein Funken Verstand durchsetzen würde, so daß mittels geeigneter Beeinflussung durch die ‚drahtlose Telephonie für Jedermann‘ sich allmählich ein übertriebener Nationalismus abschleifen und die Anerkennung wirklicher Menschenrechte, gleichgültig welcher Rasse und Hautfarbe, durchsetzen würde. Ich war eben ein unverbesserlicher Idealist, der nicht ahnte, daß einige zwanzig Jahre später durch die Diktatur der Rundfunk unvorstellbar mißbraucht werden sollte!“
Er entwickelte in dieser Zeit eine zunehmende Faszination für die zu dieser Zeit noch neue Idee eines organisierten Rundfunks.

„... der Gedanke, Geräte zur drahtlos-telefonischen Übertragung zu bauen, nicht nur um rasch objektiv gehaltene Nachrichten an jeden, der einen entsprechenden Empfänger besaß, zu übertragen, sondern vor allem, um der Idee der Völkerversöhnung zu dienen.“

### Streit mit dem Postministerium
Als er 1921 erkannte, dass er dafür im Deutschen Reich eher etwas erreichen konnte, als in der Republik Österreich, kehrte er als technischer Schriftsteller und Gutachter nach Berlin zurück. Er warb in der Folgezeit sehr aggressiv um eine breite öffentliche Aufmerksamkeit für seine Forderung nach einer schnellen Einführung und Verbreitung des Hörfunks in Deutschland. Dazu setzte er vor allem auf seine wissenschaftlichen, aber an eine sehr bereite Leserschaft gerichteten Publikationen, wie die Zeitschrift „Jahrbuch der drahtlosen Telegraphie“, deren Herausgeber er als Nachfolger von Heinrich Fassbenders ab 1922 für einige Jahre war. Im März 1923 improvisierte er gemeinsam mit Siegmund Loewe, Manfred von Ardenne und Otto Kappelmayer vor zahlreichen Mitgliedern des Reichskabinetts und dem Reichspräsidenten Friedrich Ebert eine Vorführung englischer Rundfunksendungen, um politische Unterstützung für ein Zustandekommen des Unterhaltungs-Rundfunks auch in Deutschland zu gewinnen. Der sozialdemokratische Politiker Carl Severing warnte bei der Veranstaltung davor, dass bei einer allgemeinen Einführung des Rundfunks „die Monarchie ausgerufen“ werden könne. Das Postministerium schmiedete Pläne, Nesper wegen der „Verbreitung staatsgefährlicher Ideen“ verhaften und des Landes verweisen zu lassen. Nesper sprach in dieser Sache beim Reichspräsidenten vor, der umgehend den neuen Postminister Anton Höfle anrief, mit der Bitte, Nesper keine Steine in den Weg zu legen. Der Vorgang vertiefte den seit 1920 schwelenden Zwist zwischen ihm und dem inzwischen zum Ministerialrat im Postministerium aufgestiegenen Hans Bredow.

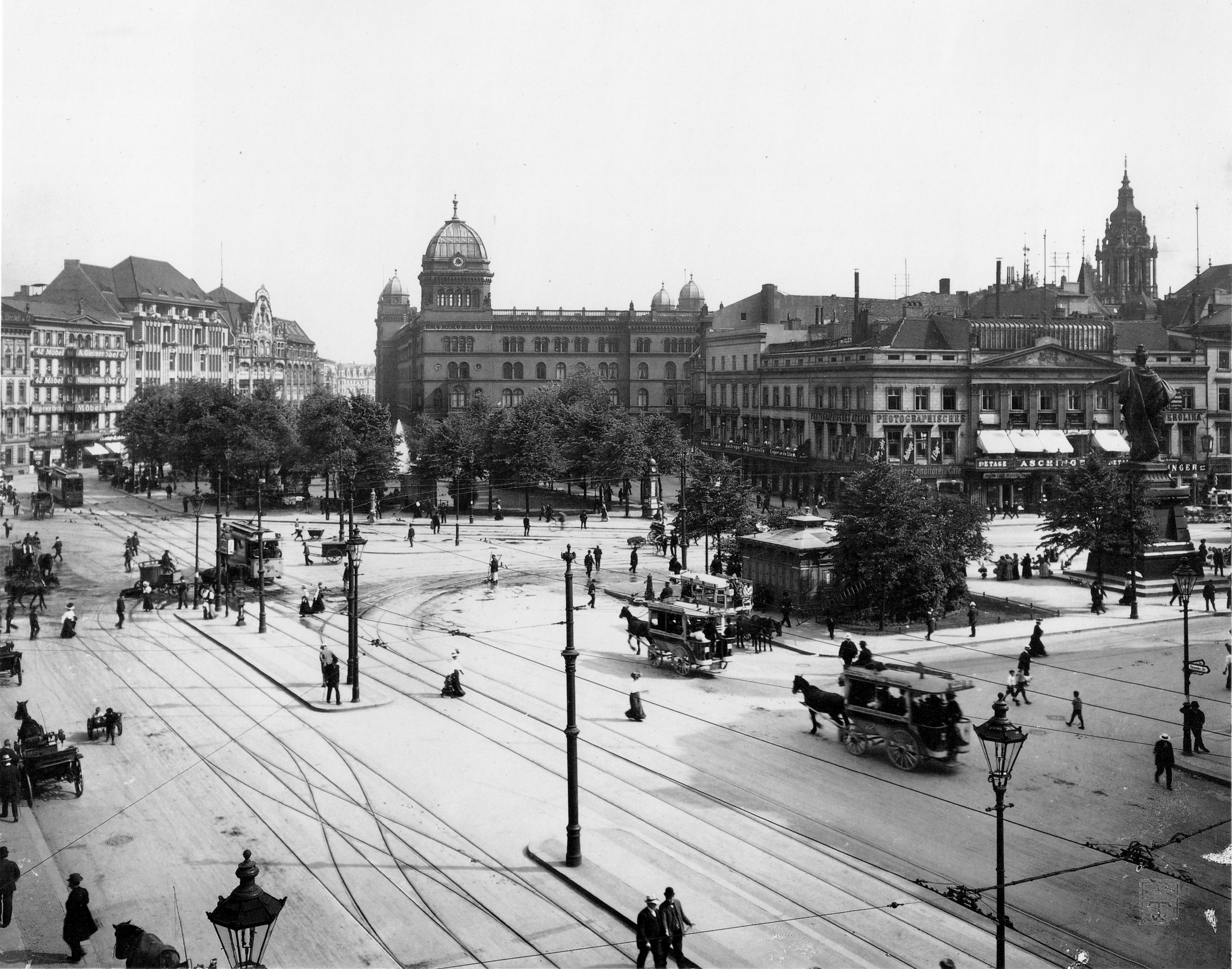
Das Lehrervereinshaus (im Bild links) am Alexanderplatz (hier um 1908)

Am 6. April 1923 gründeten Siegmund Loewe und Eugen Nesper den ersten Radioclub im Berliner Lehrervereinshaus den „Deutschen Radio-Klub e. V.“ Die Post leistete Widerstand, weil sie in dem Verein eine Konkurrenz ihres Monopols sah.
Am 25. Juli 1923 kam sein Buch Der Radio-Amateur auf den Markt, das im Nu vergriffen war und bereits im ersten halben Jahr eine Auflage von 50.000 erreichte. 1925 erschien die im Umfang deutlich gewachsene fünfte Auflage. Wegen der Inflation verdiente Nesper an dem Erfolg nur wenig. Im Sommer 1923 erschien die erste Ausgabe der Zeitschrift gleichen Titels. Kurz danach kam im gleichen Verlag die Zeitschrift Funk heraus, die von der Post bevorzugt vertrieben wurde.
Nesper wurde mehr und mehr zu einer gefragten Persönlichkeit. Er übersetzte mehrerer englischsprachige Werke zum Thema Radio und Rundfunk, hielt Vorträge und traf sich mit dem Berliner Modeschöpfer und Rundfunkpionier Max Hausdorff. Hausdorff richtete im Sommer 1923 einen eigenen Sender ein, der vorwiegend englische Schallplatten abspielte.

### Start des Rundfunks 1923
Während Hans Bredow die politischen Weichen für die erste Hörfunksendung stellte, gilt Nesper mit seiner öffentlichen Propaganda in der Geschichte des Hörfunks als einer der entscheidenden Wegbereiter des 29. Oktober 1923, an dem mit der ersten Unterhaltungssendung des Senders Funk-Stunde Berlin aus dem Vox-Haus der Hörfunk in Deutschland seinen offiziellen Anfang nahm. Nesper hatte mit diesem Start nichts zu tun. In seiner Autobiografie lobte er Bredows Strategie und Weitsicht beim Aufbau eines Rundfunknetzes im Deutschen Reich.
Auf technischer Seite beteiligte er sich über die Mitarbeit als Gutachter und Berater an zahlreichen Detailverbesserungen, sowohl zur Antenne als auch verschiedener anderer Komponenten der ersten Rundfunkempfänger. Er reiste mehrfach nach Wien und Budapest, wo Nespers Expertise beim Aufbau des Rundfunkwesens gefragt war.
1923 stieg er bei der Birgfeld AG ein, einem auf Rundfunktechnik spezialisierten Unternehmen, das sich in einem kleinen Areal in der Landsberger Straße befand. Dort wurden innerhalb eines dreiviertel Jahres 1,6 Millionen „Nesper-Hörer“ hergestellt – damals Doppelkopfhörer für das Abhören von Radiosendungen genannt. Wegen der großen Nachfrage gründete Nespers Kollege Henry de Vries in London die „Dr. Nesper Ltd.“, wo auch Lautsprecher und Akkus für Rundfunkempfänger hergestellt wurden. Ein Komponist widmete ihm ein Jazz-Stück mit dem Titel „Dr. Nesper-Jimmy“.
Unter seiner Mitwirkung entwickelte Teile hatten einen ausgezeichneten Ruf bis über die Grenzen Deutschlands hinaus. Es gab sogar ein Markenzeichen: „Dr. Nesper Genuine“.
Kurz nach der Machtergreifung der Nationalsozialisten traf Nesper den Propagandaminister Joseph Goebbels, um über die Entwicklung eines Volksempfängers zu sprechen. Auch später wurde Nesper von den Nationalsozialisten immer wieder als Rundfunksachverständiger herangezogen und zum Beispiel 1943 beauftragt, eine Ultraschall-Signalübertragung zu entwickeln, an der er bis zum Kriegsende in Dresden arbeitete.
Nach und nach erweiterte Nesper seine Interessen auch auf die Bildtelegraphie und Fernsehtechnik. Anfang der 1940er Jahre befasste er sich mit dem Bau neuer Lautsprechertypen. Für ein Raumtonsystem erhielt er 1949 ein Patent, in dem er bereits Grundgedanken für den späteren 3-D-Klang formulierte.
Eugen Nesper starb im Alter von 81 Jahren einsam in Berlin. Die 1908 geschlossene Ehe mit der Arzttochter Käte Wilbrandt (* 1882) war kinderlos.
In Berlin-Lichtenrade wurde eine Straße nach ihm benannt, der Nespersteig.

## Leistungen und Werke

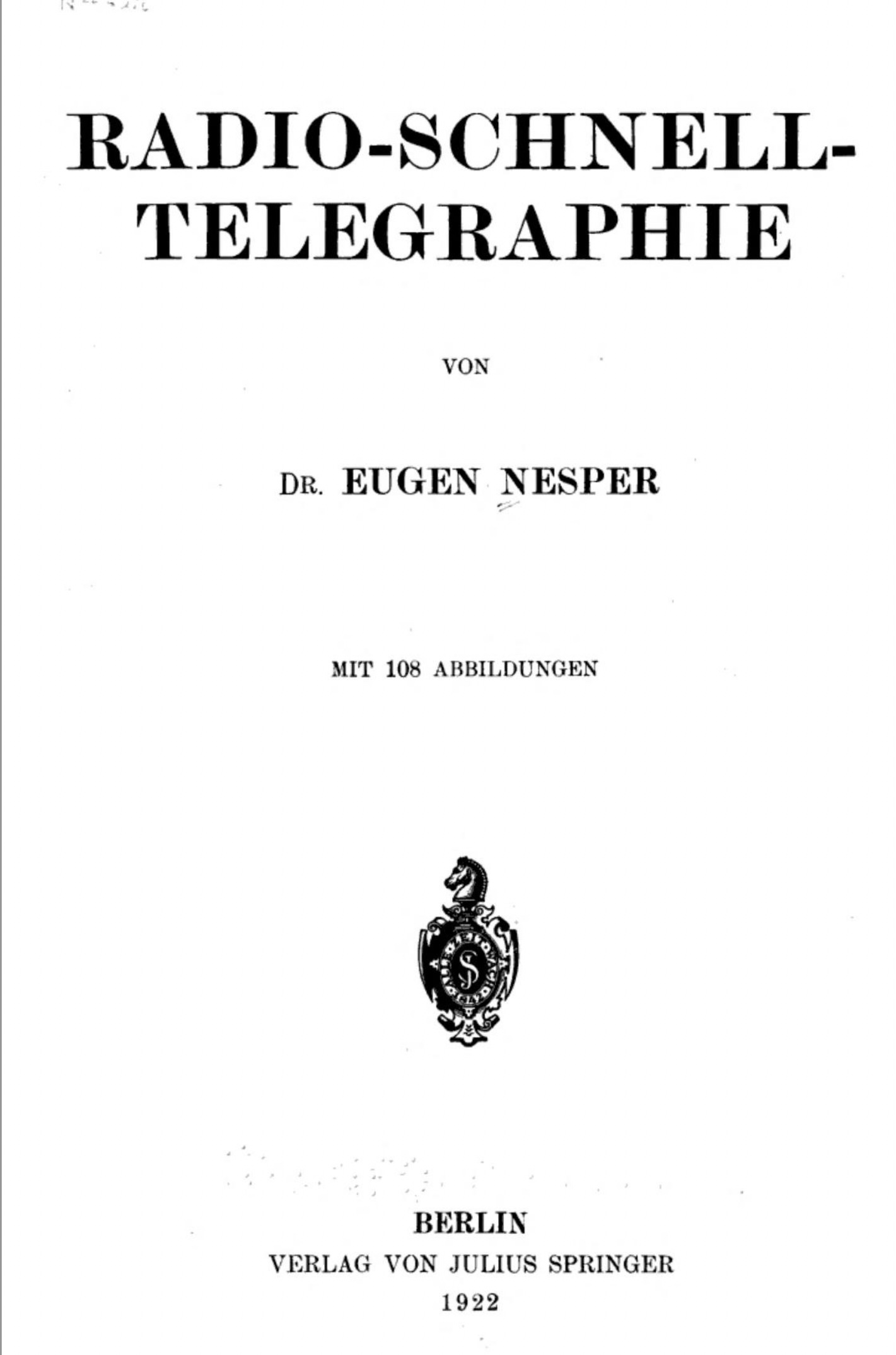
Nespers Prä-Rundfunk-Werk, 1922

Große Bekanntheit erlangte er mit seinen zahlreichen Veröffentlichungen über die Radiotechnik, sowohl in Fachzeitschriften wie Der Radio-Amateur oder Elektrotechnische Zeitschrift, wie auch mit zahlreichen Büchern. Zu den Standardwerken gehört Wege zum Detektorlautsprecher, das 1946 erschienen und im Jahr 1949 von ihm nochmal erheblich überarbeitet worden ist.
Mehrere Jahre redigierte er außerdem das Wiener Funkmagazin, die Funktechnik und die Dralowid-Nachrichten. Er verfasste insgesamt etwa 1000 Fachaufsätze und mehr als 30 Bücher, wie insbesondere:
- Die drahtlose Telegraphie und ihr Einfluss auf den Wirtschaftsverkehr unter besonderer Berücksichtigung des >>System Telefunken<<. Berlin (Springer) 1905
- Die Frequenz- und Dämpfungsmesser der Strahlentelegraphie, 1907
- Handbuch der drahtlosen Telegraphie und Telephonie. Berlin (Springer) 1921, 2 Bände
- Radio-Schnell-Telegraphie, 1922
- Der Radio-Amateur „Broadcasting“. Ein Lehr- und Hilfsbuch für die Radio-Amateure aller Länder, 1923
- Der Rundfunk auf dem Lande und in Kleinstädten, 1925
- Die Schallplatte : Eigenschaft, Herstellung, elektrische und akustische Wiedergabe; 1930
- Nimm Schallplatten selber auf! Eine Anleitung zur Selbstherstellung von Schallplatten; 1932
- Ein Leben für den Funk – Wie der Rundfunk entstand, 1950
- UKW- und Fernseh-Empfangsantennen (gemeinsam mit A. Korn), 1954